# Gare d'Argent-sur-Sauldre
La gare d'Argent-sur-Sauldre, dite aussi gare d'Argent, est une gare ferroviaire fermée des lignes d'Auxy - Juranville à Bourges et de Gien à Argent. Elle est située au nord-ouest du centre bourg d'Argent-sur-Sauldre, dans le département du Cher en région Centre-Val de Loire.
Ouverte en 1884 par la Compagnie du chemin de fer de Paris à Orléans (PO), elle est fermée par la Société nationale des chemins de fer français (SNCF).

## Situation ferroviaire
Établie à 170 mètres d'alitude, la gare fermée d'Argent-sur-Sauldre  est située au point kilométrique (PK) 73,755 de la ligne d'Auxy - Juranville à Bourges (en partie fermée ou déclassée), entre les gares fermées de Cerdon-du-Loiret et d'Aubigny-sur-Nère.
Ancienne gare de bifurcation, elle est également l'aboutissement, au PK 22,980, de la ligne de Gien à Argent (fermée), après la gare de Coullons (fermée et déclassée).

## Histoire
La gare d'Argent est mise en service le 19 mai 1884, par la Compagnie du chemin de fer de Paris à Orléans lorsqu'elle ouvre à l'exploitation la ligne d'Argent à Beaune-La-Rolande.
La compagnie du PO ouvre la section de Bourges à Argent le 15 juin 1885. Les travaux sont alors en cours sur la section d'Argent à Gien. La ligne de Gien à Argent est mise en service par la compagnie du PO le 18 décembre 1893.

## Patrimoine ferroviaire
L'ancien bâtiment voyageurs de la gare est repeint par la municipalité en 2021.